# Quentin Caleyron
Quentin Caleyron (Saint-Étienne, 30 januari 1988) is een Frans baanwielrenner en voormalig BMX'er. Caleyron nam namens Frankrijk deel aan de Olympische Spelen in 2012, hij behaalde daar een twaalfde plaats op de BMX. hij heeft in 2013 en 2015 een bronzen medaille gewonnen op de Europese kampioenschappen BMX.
Caleyron rijdt vanaf 2018 op de wielerbaan. In 2019 won hij een zilveren medaille op de teamsprint op de Europese Spelen.

## Belangrijkste uitslagen

### BMX
| Jaar | FK | EK    | WK                    | Overige                       |
| ---- | -- | ----- | --------------------- | ----------------------------- |
| 2009 |    |       | 1/2 finale            |                               |
| 2010 |    |       |                       |                               |
| 2011 |    |       | 1/8 finale            |                               |
| 2012 |    |       | 1/2 finale 5e tijdrit | Olympische spelen: 1/2 finale |
| 2013 |    | Brons | 1/4 finale            |                               |
| 2014 |    |       | 15e tijdrit           |                               |
| 2015 |    | Brons | 26e 12e tijdrit       |                               |
| 2016 |    | 5e    |                       |                               |

### Baanwielrennen
| Jaar  | NK    | EK    | WK    | Overig                      |
| Elite | Elite | Elite | Elite | Elite                       |
| ----- | ----- | ----- | ----- | --------------------------- |
| 2018  |       |       |       | Grenchen: sprint            |
| 2019  |       |       |       | Europese Spelen: teamsprint |
| 2020  |       |       |       | WB Milton: teamsprint       |